# Monuments nationaux de Šekovići
Cet article recense les monuments nationaux situés sur le territoire de la municipalité de Šekovići en Bosnie-Herzégovine et dans la république serbe de Bosnie. La liste établie par la Commission pour la protection des monuments nationaux compte 4 monuments nationaux inscrits sur la liste principale.

## Monuments nationaux
| Monument                       | Localité             | Géolocalisation | Datation                                                 | Commentaire éventuel                                | Photo |
| ------------------------------ | -------------------- | --------------- | -------------------------------------------------------- | --------------------------------------------------- | ----- |
| Monastère de Lovnica           | Šekovići-Donje Birač |                 | Fondé au XIIIe siècle ; église construite au XVIe siècle | Monastère orthodoxe serbe                           |       |
| Monastère de Papraća           | Papraća              |                 | Fondé au XIe siècle ? ; mentionné au XVIe siècle         | Église, clocher, konaks ; monastère orthodoxe serbe |       |
| Nécropole de Trnovo (Trnovo I) | Trnovo               |                 | Moyen Âge                                                | Avec 28 stećci                                      |       |
| Nécropole de Bečani            | Brainci-Bečani       |                 | Moyen Âge                                                | Avec 138 stećci                                     |       |